# Лужесянка
Лужесянка (біл. Лужася́нка, Лужасьнянка, Лужаснянка) — річка в Білорусі у Городоцькому й Вітебському районах Вітебської області. Права притока річки Західної Двіни (басейн Балтійського моря).

## Опис
Довжина річки 32 км, похил річки 0,9 м/км , площа басейну водозбіру 700 км² , середньорічний стік 4,6 м³/с . Формується притоками та безіменними струмками.

## Розташування
Бере початок із озера Вимно біля села Хоботи. Тече переважно на південний захід і у селі Лужасна впадає у річку Західну Двіну.